# Altonaer Meridian

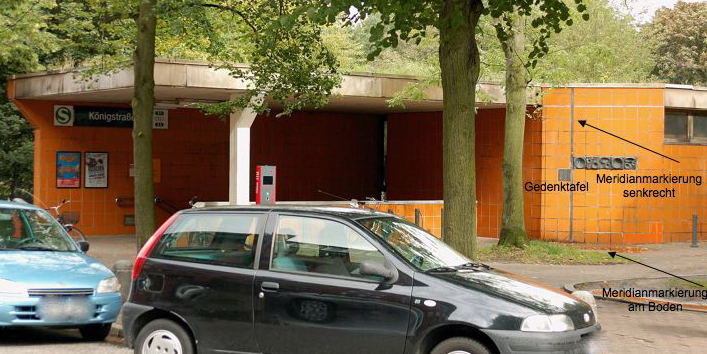
Die Haltestelle Königstraße mit Meridianvermarkung und Gedenktafel

Meridian-Markierung auf dem Fußweg vor dem S-Bahnhof Königstraße

Koordinaten: 53° 32′ 49,9″ N, 9° 56′ 32,4″ O

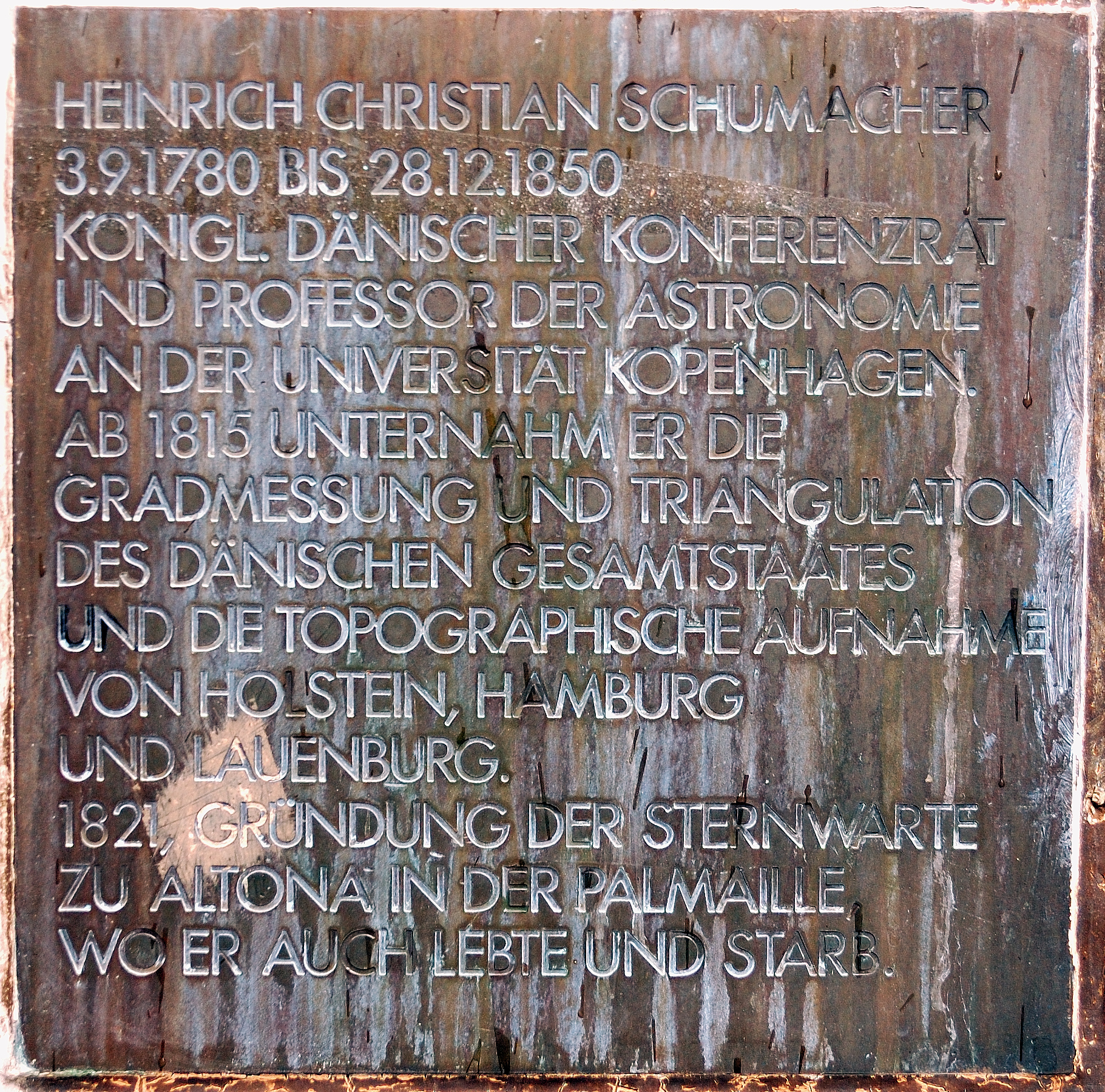
Gedenktafel

Der Altonaer Meridian war die Basislinie für die Vermessung des Dänischen Gesamtstaates sowie für die topografische Aufnahme von Holstein, Hamburg und Lauenburg nach dem Triangulationsverfahren durch den Astronomen und Geodäten Heinrich Christian Schumacher im 19. Jahrhundert. Schumacher bestimmte diesen Wert für den Ort, an dem er 1821 seine Sternwarte eingerichtet hatte, auf 0 Stunden, 30 Minuten und 25 Sekunden östlich von Paris, das heißt als Differenz, um die die Sonne bei jeder im Mittel 24 Stunden dauernden Erdrotation die Mittagshöhe in Altona früher erreicht als in Paris.
Der Bezug auf Paris ergab sich daraus, dass der Pariser Meridian zu Schumachers Zeit auf dem europäischen Festland der verbreitetste war, bis die Internationale Meridiankonferenz von 1884 den Meridian des Royal Greenwich Observatory in Greenwich (London) für allgemein verbindlich erklärte.
Der von Schumacher ermittelte Wert von 0s 30’ 25’’ entspricht in der heute üblichen Darstellung geographischer Koordinaten in ° Winkelgrad, ’ Winkelminute und ’’ Winkelsekunde dem Wert von 7° 36’ 15’’. Zählt man die Längendifferenz von Paris zum Greenwich-Meridian (2° 20' 14’’) hinzu, so ergibt sich für Schumachers Altonaer Meridian der Wert von 9° 56’ 29’’ östlich von Greenwich. Die heutigen genaueren Messungen geben für den gleichen Ort den Wert von 9° 56’’ 37’’ östliche Länge an.
Der Altonaer Meridian ist seit 1979 durch eine an der Haltestelle Königstraße der unterirdischen City-S-Bahn Hamburg (Ausgang Struenseestraße/Behnstraße) in den Boden eingelassene Bronzeschiene mit der Inschrift Altonaer Meridian 0s 30’ 25’’ östlich Paris markiert. Eine senkrechte Fortsetzung verläuft an der Wand des Haltestellenbauwerkes, an der außerdem eine Gedenktafel für Schumacher und ein topographisches Bronzerelief von Thomas Darboven angebracht ist.
Schumachers Sternwarte lag 100 Meter südlich gegenüber der Einmündung der Behnstraße in die Palmaille. Sie  wurde 1941 bei einem Bombenangriff zerstört. Einen Neubau bezog 1962 die Bundesforschungsanstalt für Fischerei. Ab 2008 wurde der Standort vom Max Rubner-Institut für seinen Fachbereich Fischqualität genutzt.